# Ревіталізант

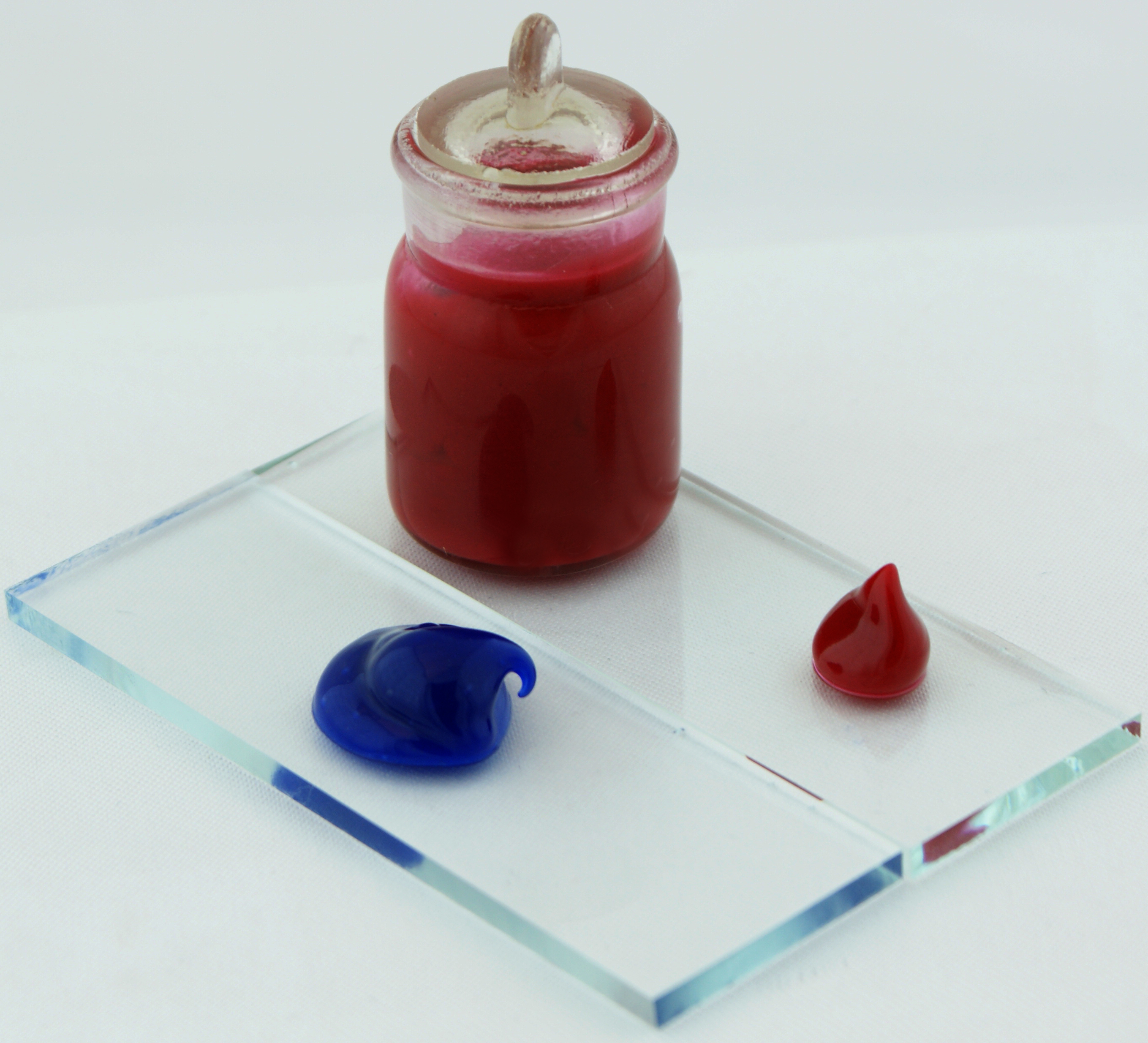
Гель-ревіталізант

Ревіталіза́нт (від лат. vita — життя, дослівно: той, що повертає життя) — добавка до  мастильних матеріалів, експлуатаційних рідин,  пального, яка формує захисне металокерамічне покриття на металевих парах тертя деталей механізмів безпосередньо в процесі їх експлуатації. Ревіталізант вирішує завдання експлуатації машин і механізмів без зносу їх деталей.

## Історія

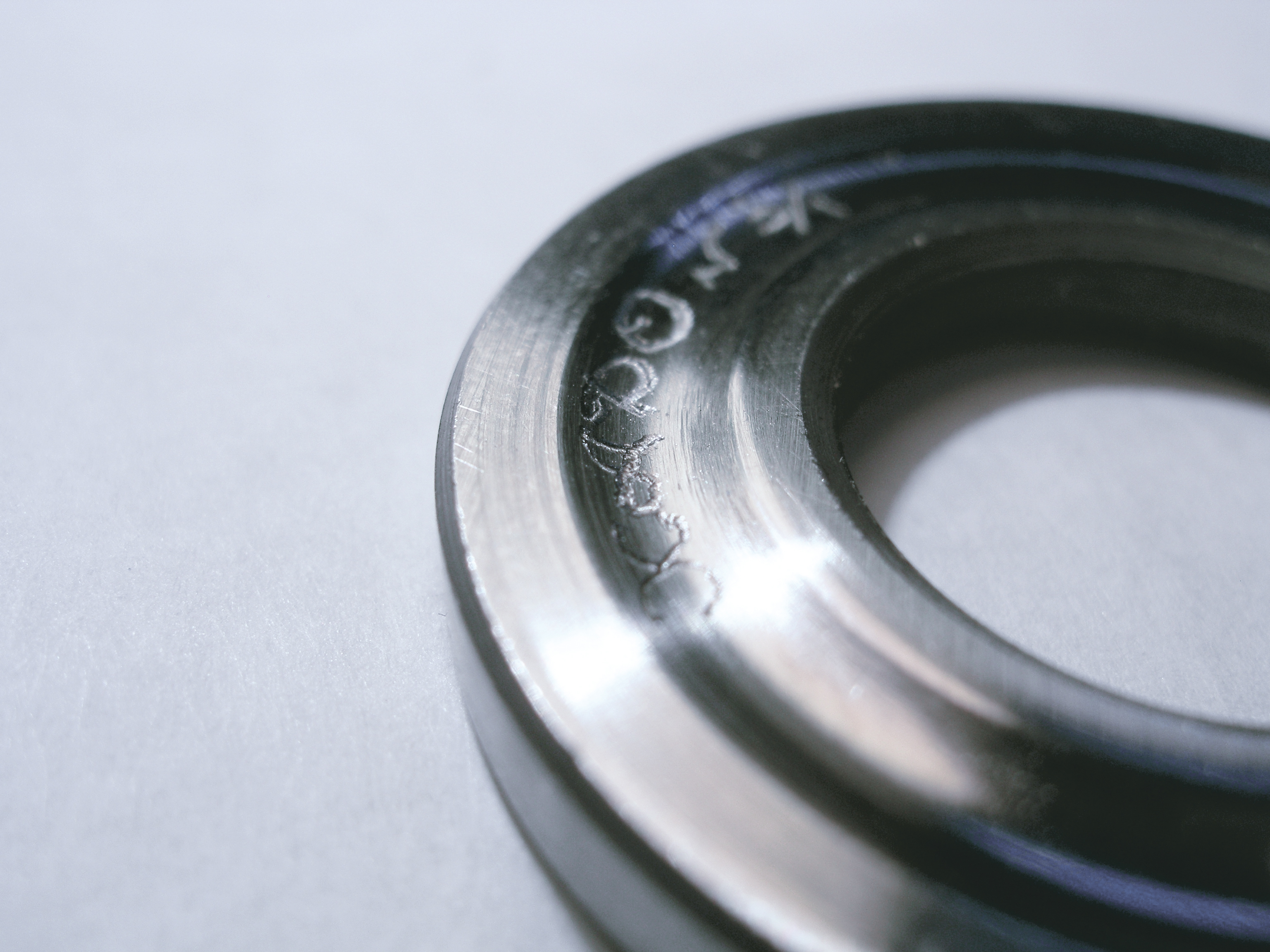
Зовнішній вигляд доріжки кочення підшипника зі спеціально нанесеним дефектом

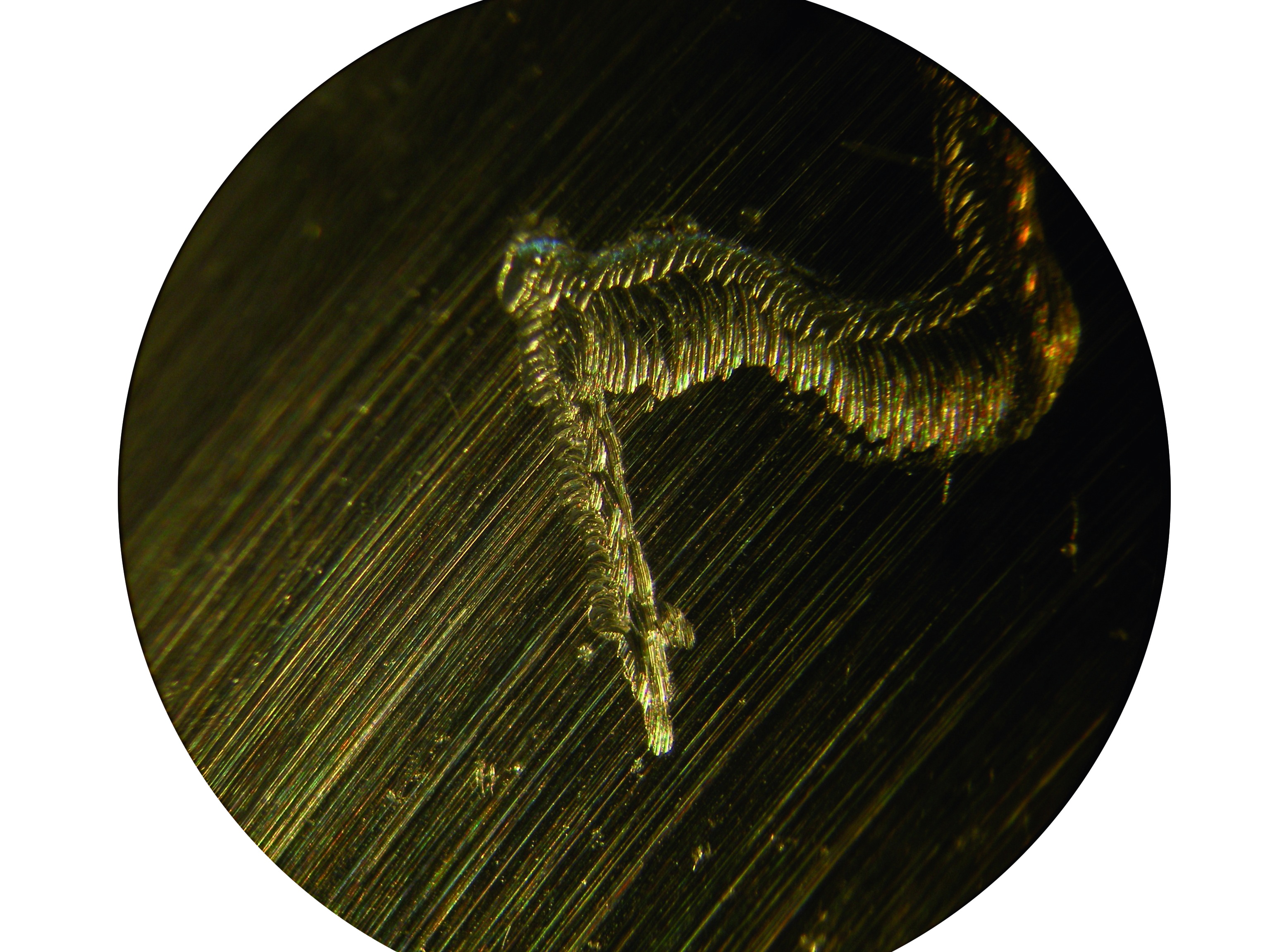
Початкова поверхня деталі при збільшенні

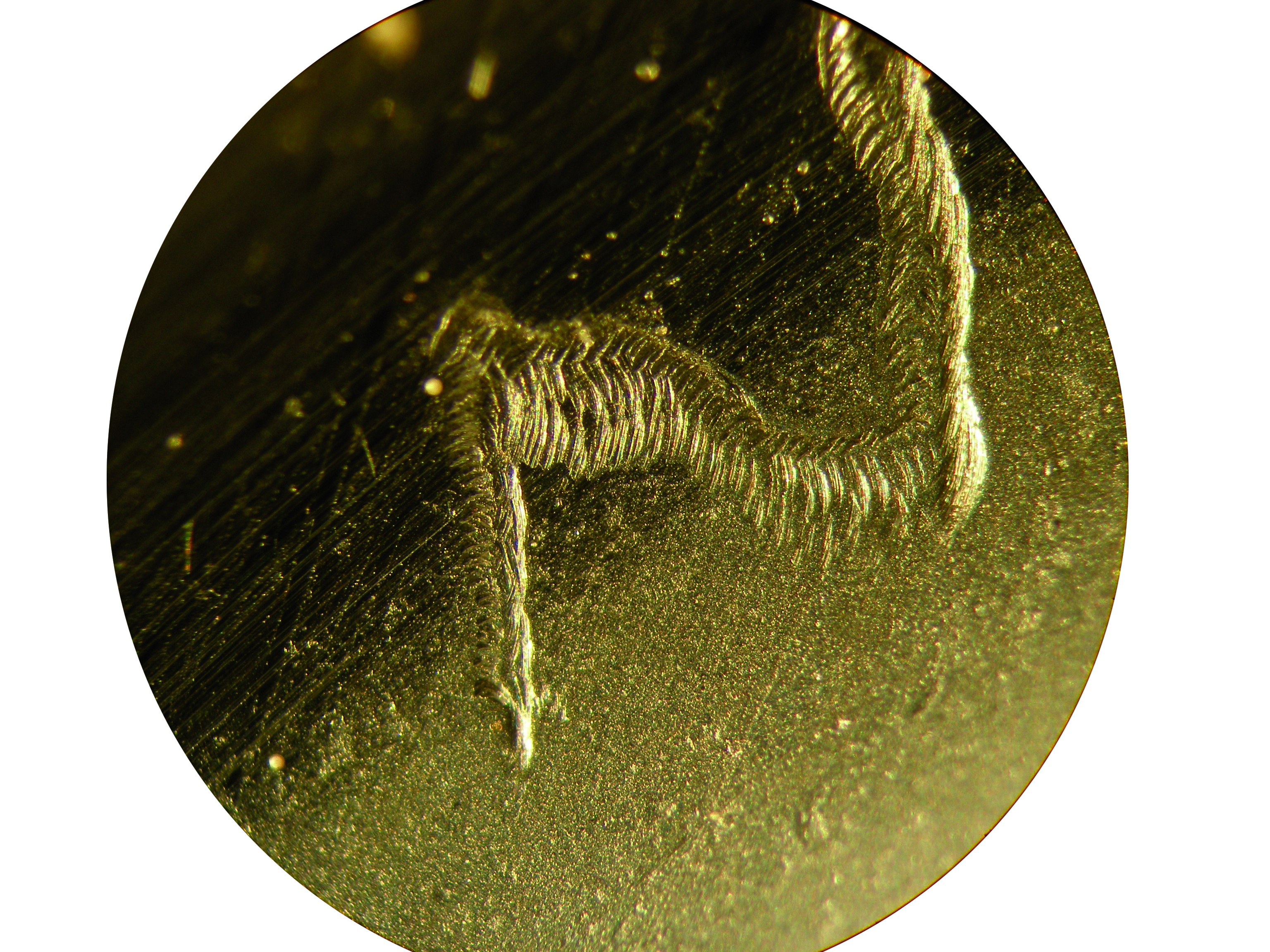
Дія ревіталізанту. Модифікація поверхні тертя. Початок зарощування дефекта

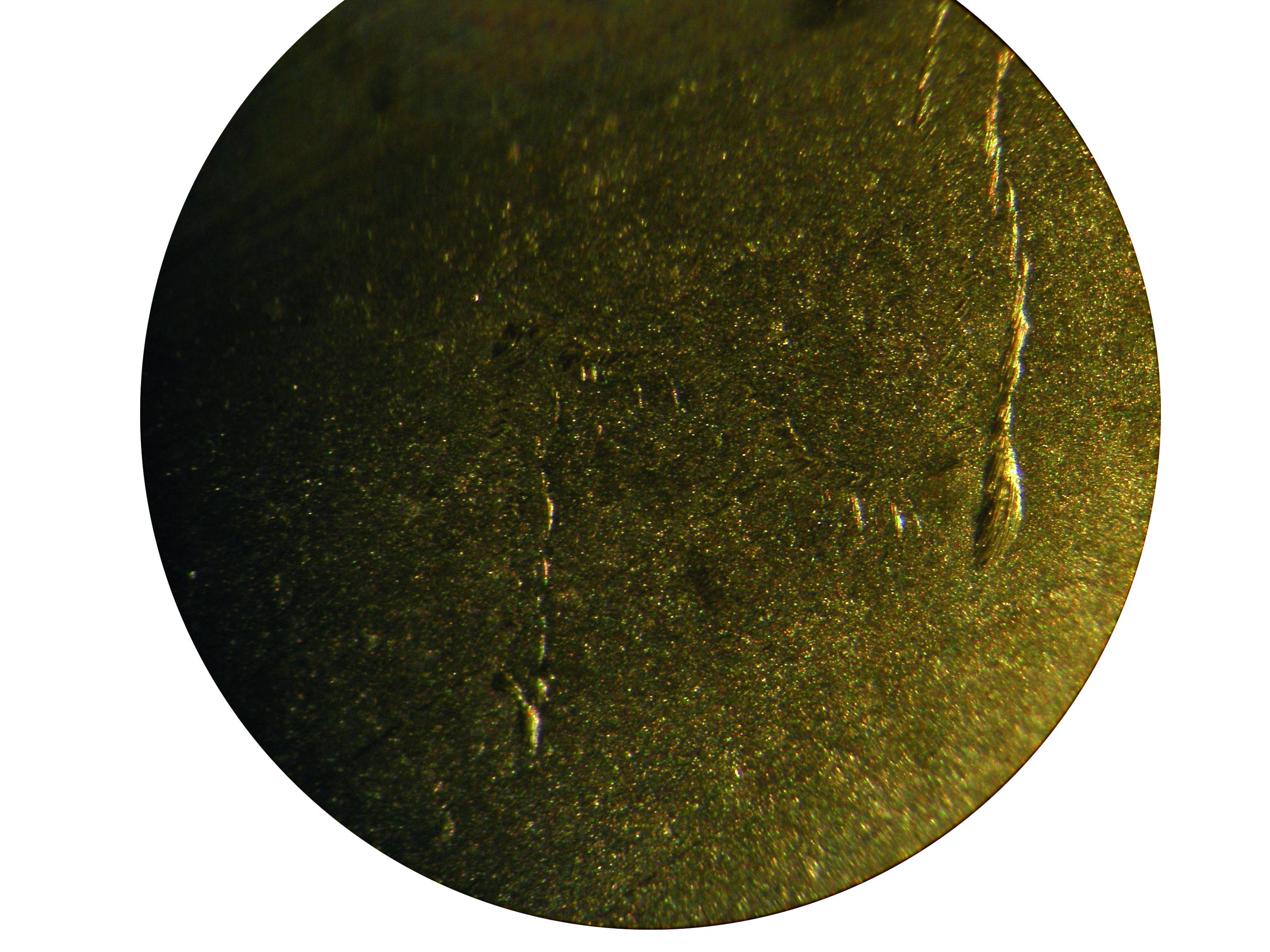
Усунений дефект поверхні. Докладно про те, як отримані фото

Ревіталізант був розроблений в 1998—2000 роках в м.  Харкові (Україна). Речовина та спосіб її одержання запатентовані компанією ХАДО.
Поняття внесено у підручники з трибології та з технічної експлуатації машин.

## Опис
За зовнішнім виглядом гель або пластична речовина. Складається з мастильного середовища та суміші  оксидів і  гідратів оксидів металів: Al2O3 та/або SiO2 та/або MgO та/або CaO та/або Fe2O3 та ін.,  дисперсністю від 100 до 10 000  нанометрів.

## Властивості
- Речовини, що входять до складу ревіталізанту, за певних умов (тиск і температура), характерних для контакту деталей при терті, виступають у ролі каталізатора утворення  карбідів металів матеріалів трибосполучення.

```
     

  

    

      

        

          
n

          
M

          
e

          
+

          
m

          
C

          
→

          
M

          

            
e

            

              
n

            

          

          

            
C

            

              
m

            

          

        

        
,

      

    

    
{\displaystyle \mathrm {nMe+mC\rightarrow Me_{n}C_{m}} ,}

  

 
     де Me - метал; С - вуглець. 
```

- Часточки ревіталізанту мають форму близьку до сферичної, й при терті одночасно виступають як тіла зміцнення поверхні й у ролі тіл кочення, що знижують коефіцієнт тертя, тобто виконують роль антифрикційного матеріалу

## Процес
Процес формування захисного покриття, який має назву ревіталізація, ґрунтується на фізико-хімічній взаємодії поверхонь деталей на плямах фактичного контакту в присутності ревіталізанту при граничному або змішаному  режимі змащення.
Дія ревіталізанту поєднує такі способи поверхневого зміцнення. Перший — це  цементація (насичення поверхні вуглецем) і другий — її механічне зміцнення. Особливість ревіталізації полягає в тому, що модифікація поверхонь тертя відбувається безпосередньо під час роботи механізму (пари тертя) під навантаженням.
В результаті процесу утворюється металокерамічне градієнтне покриття з позитивними стискаючими напругами по всій його глибині та концентрацією  вуглецю, що збільшується до поверхні (аж до формування алмазоподібних структур). Особливість процесу — зміцнення покриття з одночасним його зростанням. Результат дії ревіталізанту легко об'єктивується (див. фото).

## Застосування
Застосовується при виробництві мастильних матеріалів,  мастил, присадок.